# Sankt Stefanskronans länder

Riksvapnet

Länsindelning av Kungariket Ungern och Kungariket Kroatien och Slavonien

Sankt Stefanskronans länder (ungerska: Szent István Koronájának Országai, kroatiska: Zemlje Krune svetog Stjepana, tyska: Länder der heiligen Stephanskrone) är en historisk benämning för de territorier som var bundna till Kungariket Ungern inom Habsburgska riket och sedermera Österrike-Ungern. Benämningen användes framförallt under 1700- och 1800-talet för att i terminologin separera de båda rikshalvorna Transleithanien och Cisleithanien från varandra. 

## Sankt Stefanskronans länder
Följande territorier inom Österrike-Ungern hörde till Sankt Stefanskronans länder:
- Kungariket Ungern som utöver dagens Ungern omfattade Transsylvanien, dagens Slovakien och delar av Vojvodina
- Kungariket Kroatien och Slavonien
- Staden Fiume